# Eva-Maria Ittnerová
Eva-Maria Ittnerová (* 21. září 1961 Düsseldorf, Německo) je bývalá západoněmecká a německá sportovní šermířka, která se specializovala na šerm kordem. Západní německo a později sjednocené Německo reprezentovala v osmdesátých a devadesátých letech. Na olympijských hrách startovala v roce 1996 v soutěži jednotlivkyň a družstev. V soutěži jednotlivkyň se na olympijských hrách 1996 probojovala do čtvrtfinále. V roce 1991 obsadila druhé místo na mistrovství světa a v roce 1993 třetí místo na mistrovství Evropy v soutěži jednotlivkyň. S německým družstvem kordistek vybojovala v roce 1990 titul mistryň světa.